# Creiddylad
Creiddylad – w mitologii walijskiej, bogini, córka Llyra. Była obiektem walki pomiędzy Gwynem ap Nudd a Gwythrem ap Greidawl.

## Późniejsze inspiracje
Jedna z występujących w sztuce Williama Szekspira zat. Król Lear, Cordelia, mogła być oparta na tej bogini.